# Löbejün
 (octobre 2013).
Si vous disposez d'ouvrages ou d'articles de référence ou si vous connaissez des sites web de qualité traitant du thème abordé ici, merci de compléter l'article en donnant les références utiles à sa vérifiabilité et en les liant à la section « Notes et références ».
 est une ancienne ville dans l'arrondissement de Saale en Saxe-Anhalt (Allemagne) . Depuis le 1er janvier 2011, il fait partie de la ville Löbejün-Wettin.

## Géographie

### Situation géographique
Löbejün est situé à 15 km au nord de Halle. La ville est située dans une région vallonnée où coule un affluent de la rivière Saale, le Fuhne.

### Géologie
La ville est connue pour son Löbejüner porphyre. Dans la partie nord de la ville, des lits de charbon ont été trouvés.

## Histoire

### Développement de la population
| Année or date         | Population |
| --------------------- | ---------- |
| Moyen Âge             | ~5-600     |
| Début du XVIIe siècle | ~1 000     |
| 1636                  | 96         |
| 1719                  | 909        |
| 1782                  | 1 299      |
| 1822                  | 2 100      |
| 1853                  | 3 100      |
| 1861                  | 3 497      |
| 1880                  | 3 425      |
| 1900                  | 3 332      |
| 1919                  | 2 802      |
| 1935                  | 3 279      |

| Date               | Population |
| ------------------ | ---------- |
| 3 octobre 1990 ²   | 2 640      |
| 31 décembre 1995 ² | 2 558      |
| 31 décembre 2000 ² | 2 443      |
| 31 décembre 2001 ² | 2 425      |
| 31 décembre 2002 ² | 2 393      |
| 31 décembre 2003 ² | 2 364      |
| 31 décembre 2004 ² | 2 355      |

² Source: Statistisches Landesamt Sachsen-Anhalt

### Développement industriel
Depuis 1518 (quand la carrière a été mentionné la première fois) le porphyre est extrait. Vers 1622, la mine de charbon a été fondée, elle atteint son point culminant au XVIIIe siècle quand il avait vingt-sept puits de mine. Il a fermé en 1884.

## Politique
Löbejün est le centre administratif du district administratif de la Saalkreis Nord (en) (zone entourant la rivière Saale).
Le maire, Thomas Madl, (CDU) a été réélu le 20 janvier 2002.
La ville partenaire de Löbejün depuis 2002 est Schifferstadt.

## Culture et monuments

### Musée
- Heimatmuseum im Halleschen Tor.

### Musique
L'Internationale Carl-Loewe-Gesellschaft e. V. donne des concerts et des événements liés au compositeur Carl Loewe. 

## Économie et infrastructures
Dans Löbejün, la porphyre est extrait du sol. Souvent utilisé comme remblai dans la construction de routes, il est également utilisé pour la construction de maisons, pour le mur de la ville, le Hallesche Tor et d'autres bâtiments dans la ville.

## Personnalités liées à la commune
Le compositeur Carl Loewe est né le 30 novembre 1796 à Löbejün. La maison natale de Loewe a été démolie en 1886.  À la place de la maison, près de l'église St. Petri, l'Alte Schule (« la vieille école ») (aujourd'hui : Carl Loewe-Haus (« la maison de Carl Loewe »)) a été construite.